# Mengisztu Hailé Mariam
Mengisztu Hailé Mariam (angol írásmódban Mengistu Haile Mariam, született 1937-ben) a Derg katonai junta legfőbb parancsnoka, amely Etiópiát irányította 1974-től 1987-ig, majd a Etióp Népi Demokratikus Köztársaság elnöke 1987-től 1991-ig. Ő irányította az etiópiai „vörös terrort” 1977–1978-ban, amely során brutális kampányt folytattak az Etiópiai Népi Forradalmi Párt és más Derg-ellenes csoportok ellen. 1991-ben Mengisztu társaival Zimbabwéba menekült egy kormánya elleni hosszan tartó  felkelés következményeként, és azóta ott tartózkodik annak ellenére, hogy az etiópiai bíróság távollétében (in absentia) bűnösnek találta háborús bűnök elkövetésében.

## Fordítás
- Ez a szócikk részben vagy egészben  a   Mengistu Haile Mariam című angol Wikipédia-szócikk ezen változatának fordításán alapul.  Az eredeti cikk szerkesztőit annak laptörténete sorolja fel. Ez a jelzés csupán a megfogalmazás eredetét és a szerzői jogokat jelzi, nem szolgál a cikkben szereplő információk forrásmegjelöléseként.